# 抗反轉錄病毒藥物
在艾滋病毒/艾滋病的管理（英語：management of HIV/AIDS）里通常包括使用多种抗逆转录病毒药(英語：antiretroviral drugs)以控制艾滋病毒感染。抗逆转录病毒药是一类于治疗逆转录病毒（主要是HIV）感染的药物。联合使用几种（通常是三种或四种）抗逆转录病毒药物被称为高效抗逆转录病毒治疗（英語：Highly Active Anti-Retroviral Therapy，HAART）。美国国立健康研究院（NIH）和一些其他组织推荐有AIDS相关症状的患者，使用抗逆转录病毒药物治疗。然而，由于药物复杂的搭配和服用方法，以及可能产生的严重副作用，更重要的还有病毒对药物产生的耐药性，这些组织也强调需要分析这种治疗对没有症状的患者带来的风险和益处来选择治疗方法。

## 抗逆转录病毒药物的分类
抗逆转录病毒药物大体上是按照药物抑制逆转录病毒生存周期的不同时期来分类的。因此抗逆转录病毒药物的大体分类如下：
- 逆转录酶抑制剂（RTI）通过抑制反转录酶的活性来靶向抑制病毒DNA的合成。
- 蛋白酶抑制剂（PI）通过抑制蛋白酶的活性来靶向抑制病毒的组装。HIV使用蛋白酶来分裂初始的蛋白来组装最终的新的病毒体。
- 融合抑制剂（Fusion inhibitor）阻止HIV通过融合细胞膜来进入和感染细胞。
- 整合酶抑制剂抑制酶的整合，整合酶对病毒DNA整合入感染细胞非常重要。

### 固定剂量复合制剂
固定剂量复合制剂把多种抗反转录病毒药物组合形成一种药片。

## 药物联用治疗
HIV病毒在短短的1.5天里，完成了进入细胞、复制遗传物质、组装新病毒、释放感染其他细胞的过程。HIV病毒再从RNA到DNA逆转录的过程中缺乏纠正错误的酶。在这种短周期中的高错误率使病毒的突变十分迅速，带来了HIV病毒高的遗传突变率。多数的变异与亲代病毒相比没有优势，但有些突变继承了亲代的优势，让病毒更容易抵抗人体的免疫系统和抗逆转录病毒药物的防御。病毒的活性越高，对抗逆转录病毒药物的耐药性越强，因此抗逆转录病毒药物联合用药对于压制HIV病毒繁殖，对抗病毒的抗药性是十分重要的。
若抗反轉錄病毒藥物使用不當，這些抗藥性的病毒株會快速成為主要的基因型。不正確的使用反轉錄抑制劑，例如：齐多夫定、地达诺辛、扎西他滨、司他夫定和拉米夫定，會導致產生多重抗藥性突變。這些突變包括V75I，F77L，K103N，F116Y，Q151M，及M184V突變。這些突變在protease inhibitor被廣泛使用前就被發現了，而這些突變對於早期的蛋白酶抑制劑-saquinavir保有敏感性，並且也對現在很少用到的反轉錄抑制劑-foscarnet具有敏感性。
抗反轉錄病毒聯合治療法是為了盡可能的抑制HIV病毒的複製。
抗逆转录病毒药物的联用为HIV的复制制造的多重的障碍，可以使子代数量保持在较低的水平，并能降低产生优势突变的可能性。如果一个突变对一种药物产生了耐药性，另一些药还能继续压制病毒的复制和变异。单独的抗逆转录病毒药物（很少有例外）不能长时间的对抗HIV病毒感染；所以必须多种药物联用来达到持续的效果。因此，目前的標準治療是利用抗反轉錄病毒聯合治療藥物。藥物的聯合通常是使用兩種RTIs加上一種NRIs或是protease inhibitor。這三種藥物的聯合稱做triple cocktail。
抗逆转录病毒药物联用有协同的正效应和负效应，这点限制了组合方式的数量。例如，ddl和AZT相互抑制，所以同时服用二者的效果比单独服用一种要差。其他问题也限制了抗逆转录病毒药物的联用，包括复杂的剂量表和严重的不良反应。
近年來，製藥公司共同努力將這些複雜的配方轉換成更簡單的形式，稱為固定劑量組合fixed-dose combinations。例如把多種抗反轉錄病毒藥物組合形成藥片(丸)，採取每天服用的方式，大大增加了便利性及長遠的效力。

## 当前治疗指导方案
抗逆转录病毒药物治疗的指导方案变更过很多次。早期推荐使用“hit hard, hit early”方式，即早服用并大剂量服用。更保守的方法接踵而来，起点定在每毫升350至500 CD4+ T细胞。最近的指导方案用新的标准来考虑使用HAART治疗，下文详述。尽管如此，对这个观点还有所保留，最终决定是否开始治疗取决于病人和他们的医生。
当前，世界卫生组织给出的抗逆转录病毒药物治疗（ART）指导方案推荐在发展中国家使用，HIV感染的成年和青少年应该在HIV感染被确认后，并且符合下面任意条件时使用：
1. 晚期HIV病症
2. WHO规定的HIV IV期，不考虑CD4细胞计数；
3. WHO规定的HIV III期，辅助考虑CD4细胞计数少于350/µl来做出决策；
4. WHO规定的HIV I期和II期，CD4细胞计数少于200/µl。

美国的治疗指导由美国卫生部（DHHS）制定。适合青少年和成年人的最新指导方案在2005年10月6日出台。
1. 不考虑CD4阳性T细胞计数，所有有艾滋病病史，或和有HIV感染严重症状的病人可以使用抗逆转录病毒药物治疗。。
2. 没有症状的病人但CD4阳性T细胞数在200/µl以下的，依旧建议使用抗逆转录病毒药物治疗。
3. CD4阳性T细胞数在201-350/µl的无症状病人应该接受该治疗。
4. CD4阳性T细胞数大于350/µl，并且血浆中HIV RNA大于100000/ml的病人，许多有经验的医师会推迟治疗，但一些医师会考虑开始治疗。
5. 在病人的CD4阳性T细胞数大于350/µl，并且血浆中HIV RNA小于100000/ml时，可以考虑延缓治疗。

以下时首选的任一种服用方法：
1. efavirenz + lamivudine或者emtricitabine + zidovudine或者tenofovir；或者
2. lopinavir辅助ritonavir + zidovudine + lamivudine或者emtricitabine

因为HIV在儿童中的病程进展比成年人的快，实验室参数不能预见病程的危险，尤其对于婴儿，美国卫生部推荐对于儿童使用更积极的治疗方法。适于儿童的新治疗方案在2005年11月3日出台。
2005年，美国传染病预防部（Centers for Disease Control and Prevention in the United States）推荐接触HIV病毒的人群用28日抗HIV药物来预防。服用药物对与在开始的24小时暴露于病毒的人预防有效率达到100%，72小时之内服用的有效率降到52%。

## 药物不良反应
服用抗逆转录病毒药物可能产生几种不良反应。这些药物能产生严重的副作用。服用这些药物要求在不同的时间服用不用药物，剂量也不相同，这些年，随着新药的出现，服用方法稍微简化。如果病人忘记服药，会使病毒的抗药性得到发展。抗逆转录病毒药物价格也很贵，因此世界上多数的HIV感染者得不到有效的药物治疗。
现在的研究主要关注减少药物的副作用、服用方法简单化，以及不同服用方法来对抗抗药性方面。

## 抗逆转录病毒药物治疗的局限性
如果一个HIV感染者对于标准的HAART产生耐药性，选择就会受到限制。一种选择是大量联用抗逆转录病毒药物，被称为mega-HAART或者补救性治疗。但补救性治疗通常会加大药物的不良反应和提高治疗花费。另一个选择是只用一种或两种抗逆转录病毒药物，这些药物可以引导病毒像毒力减小的方向突变。最普遍的对于lamivudine(3TC)的耐药性突变表现为这样。因此在病毒耐药时3TC单独使用还会有些作用。
如果一个HIV感染者对于抗逆转录病毒药物十分耐受，那么他的治疗会变得十分复杂，病情将恶化。治疗方法还在继续改进药物进入临床试验，然而这类药推广的局限性使许多发展中国家的病人无法受益。
用药假期（drug holidays）或者被称为计划性间断治疗（structured treatment interruptions）是有意间断抗逆转录病毒药物治疗。这种间断治疗目的是增强HIV病毒对抗逆转录病毒药物的敏感性。间断治疗试图改变耐药性的选择压力，从而繁殖出对药物更为敏感的病毒。不幸的是，HIV的生命周期中有一个阶段，DNA是完全整合進人类的DNA。在这个阶段耐药的毒株在一定条件下处于休眠状态，这期间CD4 T细胞在机体没有被入侵的时候也是处于休眠。当抗逆转录病毒药物再次介入时，那些耐药的毒株会再度出现。
间断的治疗法（intermittent therapy）是用来减少抗逆转录病毒药物的使用，从而减少不良反应。间断治疗于治疗终端不同，间断治疗是在一个短的周期里面使用或停用抗病毒药物。治疗方案包括“用一周，停一周”（week-on,week-off,"wowo"）和跳过周末的“用五天停两天”（five-days-on,two-days-off,"foto"）。研究者在寻找对不同病人最适合的方案。然而原始数据證明，间断治疗法没有效果，并导致了药物的耐受。
HIV病毒能损害胸腺产生正常不同种T细胞的能力，因此长期抑制或甚至消除HIV是否能恢复正常的免疫功能目前还不清楚。而且，快速抑制HIV和免疫系统的部分恢复有些时候会产生危险的超敏反应，免疫重建炎性综合征。
这些领域的研究正在进行中。